# Aulacocalyx
Aulacocalyx é um género botânico pertencente à família Rubiaceae.

## Espécies
- Aulacocalyx camerooniana
- Aulacocalyx caudata
- Aulacocalyx divergens
- Aulacocalyx jasminiflora
- Aulacocalyx lamprophylla
- Aulacocalyx laxiflora
- Aulacocalyx lujai
- Aulacocalyx mapiana
- Aulacocalyx pallens
- Aulacocalyx subulata
- Aulacocalyx talbotii